# Садовое (Чемеровецкий район)
Садовое (укр. Садове) — село в Чемеровецком районе Хмельницкой области Украины.
Население по переписи 2001 года составляло 126 человек. Почтовый индекс — 31654. Телефонный код — 3859. Занимает площадь 0,383 км². Код КОАТУУ — 6825286403.

## Местный совет
31654, Хмельницкая обл., Чемеровецкий р-н, с. Почапинцы, ул.50-летия Октября, 103